# Ermenti
Ermenti är en hundras från Egypten. Den är en vallhund av okänt ursprung, men tros ha använts av Hawwara-stammen i Armant i Övre Egypten. Rasen är nationellt erkänd av den egyptiska kennelklubben Egyptian Kennel Fédération (EKF).